# Belinda Bencic
Belinda Bencic (slovakisk: Belinda Benčičová, født 10. marts 1997 i Flawil, Schweiz) er en professionel kvindelig tennisspiller fra Schweiz.
Hun repræsenterede Schweiz under sommer-OL 2020 i Tokyo, hvor hun vandt sølv i double. Under OL 2020 vandt Bencic over tjekkiske Markéta Vondroušová i en finale i 3 sæt.